# Enseignement du fait religieux en France
L'enseignement du fait religieux (ou enseignement des faits religieux) correspond à la modalité retenue dans le système de l’enseignement public en France pour qualifier un enseignement sur les faits religieux qui ne passe pas par la mise en place d’une discipline nouvelle mais s’effectue à travers les disciplines existantes, principalement l’histoire, les lettres et la philosophie. L’expression s’est imposée dans le contexte français à l’issue d’un débat d’une dizaine d’années et a été consacrée par la publication du rapport de Régis Debray sur « L’enseignement du fait religieux dans l’école laïque » (2002). Cet enseignement transdisciplinaire est mis en œuvre dans le cadre de la laïcité de l’État et de l’école avec les mêmes méthodes et les mêmes principes déontologiques que celui des autres faits sociaux et culturels. Parler de « fait religieux » revient en effet à affirmer que l’étude du phénomène religieux doit toujours être contextualisée historiquement et géographiquement, qu’il ne s’agit pas d’enseigner les différentes religions comme des systèmes clos (et encore moins de les enseigner à partir d’un point de vue de l’intérieur), mais d’étudier les faits religieux en tant qu’ils participent à la vie des sociétés. Autrement dit, en étudiant les faits religieux comme des faits sociaux, une telle approche répudie toute forme d’essentialisme et s’inscrit dans la tradition française des sciences sociales.
Parmi l'ensemble des pays européens, la France est un cas particulier dans la mesure où il n'existe pas — sauf en Alsace-Moselle — de cours spécifique sur le religieux, contrairement à la situation qui prévaut dans la majorité des autres pays de l'Union européenne. Pourtant, l'enseignement du fait religieux y possède déjà une longue histoire.

## L'histoire de l’enseignement du fait religieux en France
L'introduction de l'enseignement du fait religieux dans l'école publique française a été précédée d'un long débat public durant vingt ans.
Une des raisons qui ont motivé l'introduction de l'enseignement des faits religieux dans les programmes scolaires était le constat d'une inculture croissante des élèves vis-à-vis des faits religieux qui leur interdisait de comprendre tel ou tel événement historique ou d'accéder au sens d'une œuvre artistique ou littéraire. De nombreux débats ont accompagné la réflexion sur la possibilité de créer un cours spécifique d'histoire des religions, option finalement abandonnée au profit de l'enseignement transdisciplinaire. Divers sondages montrent que l'opinion publique était plutôt favorable à cette introduction de l'enseignement du fait religieux dans l’école publique. Depuis la multiplication des attentats terroristes, le ministère de l’Éducation nationale invite les enseignants du primaire à introduire les faits religieux et la laïcité. Des collectifs de professeurs et des associations, telles que l'association ENQUÊTE (créée en 2010 et agréée depuis 2015 par le ministère de l’Éducation nationale), proposent des pédagogies à cette fin.
Les programmes ont évolué pour tenir compte des dernières découvertes archéologiques.

### CM1
- Et avant la France ? le baptême de Clovis
- Le temps des rois : Louis IX "le roi chrétien", l'édit de Nantes, les croisades et les guerres de Religion

### Sixième
Thème 2Récits fondateurs, croyances et citoyenneté dans la Méditerranée antique au Ier millénaire avant J.-C.
- Le monde des cités grecques
- Rome du mythe à l’histoire
- La naissance du monothéisme juif dans un monde polythéiste

D'après le document d'accompagnement : « Cette étude est centrée sur les faits religieux, déclinés sous les trois aspects du récit fondateur, des croyances et de la citoyenneté, ce dernier aspect renvoyant à la religion civique. Il s’agit donc pour les élèves de saisir la place structurante de la religion dans les sociétés antiques, et son lien avec l’identité des différents groupes humains (le peuple hébreu, Rome, les cités grecques) ».
Thème 3L’Empire romain dans le monde antique
- Entre autres : des chrétiens dans l'Empire

### Cinquième
- Thème 1 : Chrétientés et islam (VIe – XIIIe siècles), des mondes en contact
- Thème 2 : Société, Église et pouvoir politique dans l'Occident féodal (XIe – XVe siècles)

### Anciens programmes
Sixième
1. L’Égypte
2. Les Hébreux
3. La Grèce
4. Les débuts du christianisme
5. La fin de l’Empire romain et les héritages antiques

- Les croyances. Document : le mythe d’Osiris.
- La première religion monothéiste. Documents : la Bible, le Temple de Jérusalem.
- La mythologie. Documents : l’Iliade et l’Odyssée, Delphes, Olympie, le Parthénon.
- Jésus dans son milieu historique et spirituel. La diffusion du christianisme. Documents : le Nouveau Testament, les monuments chrétiens. Le calendrier chrétien.

Cinquième
1. De l’Empire romain au Moyen Âge
2. La chrétienté occidentale
3. La naissance des Temps Modernes

- Christianisme grec et sa diffusion. Document : Sainte-Sophie.
- Mahomet, le Coran et la diffusion de l’islam. Documents : extraits du Coran, une mosquée.
- L’Église, structure et acteur de l’Occident (évangélisation, pèlerinages, croisades, manifestations de la foi). Documents : une abbaye, une cathédrale.
- Le royaume de France (du Xe au XVe siècle). Documents : la basilique de Saint-Denis, la cathédrale de Reims, Joinville : la Vie de Saint-Louis.
- Réformes protestante et catholique, manifestations d’une crise religieuse et réponses à l’exigence de salut. Documents : la Chapelle Sixtine.
- Le royaume de France au XVIe siècle. Document : l’édit de Nantes (1598).

Quatrième
1. Les XVIIe et XVIIIe siècles
2. La période révolutionnaire
3. L’Europe et son expansion au XIXe siècle

- Contrastes religieux de l’Europe ; tendances baroque et classique ; principe du droit divin dans la monarchie française ; philosophie des Lumières. Document : extraits de philosophes du XVIIIe siècle.
- Épisodes majeurs et acteurs principaux, transformations, aspirations nées des idées nouvelles. Document : D.D.H.C.
- Luttes politiques et sociales en France de 1815 à 1914. Documents : Delacroix : La Liberté guidant le peuple, extraits du Manifeste du parti communiste, la loi sur la séparation des Églises et de l’État (1905).

Troisième
1. 1914-1945
2. Élaboration et organisation du monde d’aujourd’hui

- Régime de Vichy. Document : extrait du statut des juifs (1940).
- Décolonisation. Document : un témoignage sur la décolonisation.

## Le cas particulier de l'Alsace-Moselle
L’Alsace-Lorraine était allemande depuis 1871 quand a été promulguée en France la loi de séparation des Églises et de l’État en 1905, et le restera jusqu’en 1918. Après le retour à la France, ses élites politiques ont négocié le maintien de la législation en vigueur, d'où l'existence d'un droit local. De ce fait, les trois départements du Haut-Rhin, du Bas-Rhin et de la Moselle ont conservé un modèle d’enseignement religieux défini par le concordat 1801 et les articles organiques de 1801-1802. Les textes qui régissent l’enseignement religieux en droit local alsacien-mosellan sont à la fois d’origine française (la loi du 15 mars 1850 dite loi Falloux pour l’école primaire) et d’origine allemande (loi du 12 février 1873 sur l’enseignement public et privé et son ordonnance d’application du 10 juillet 1873, ainsi qu’un règlement du 20 juin 1883). Cet enseignement est obligatoire et de caractère confessionnel, les élèves ayant le choix entre un enseignement catholique, protestant ou juif. Il est mis en œuvre par des intervenants de religion vacataires à l'école primaire et par des professeurs de religion au collège et au lycée, lesquels doivent obtenir l'accréditation des autorités religieuses. Cependant, le contenu des cours prend ses distances avec la catéchèse et évolue de plus en plus vers un enseignement de culture religieuse.
Les demandes de dispense sont croissantes et de ce fait, le taux de participation des élèves à l’enseignement religieux a nettement baissé ces dernières années, mais il reste néanmoins important dans le primaire. Dans l’académie de Strasbourg, 61 % des élèves le suivaient en 2011-2012, 31 % des collégiens et 17 % des lycéens. Juridiquement, le fondement de cet enseignement n'est pas le même dans le primaire et dans le secondaire : alors que, pour l’enseignement primaire, la loi Falloux fait référence aux cultes reconnus catholique, protestant et juif, le fondement juridique de l’enseignement religieux dans le secondaire n'est pas lié aux cultes reconnus et pourrait donc, en théorie, être étendu à d’autres confessions comme l'islam et les cultes néopaïens. L'existence de cet enseignement est contestée par certains acteurs politiques et associatifs en Alsace, au même titre que le système concordataire dans son ensemble, mais il est surtout menacé par une désaffection croissante.

## Formations en enseignement du fait religieux
- Master "Sciences des religions et société - Religions et laïcité dans la vie professionnelle et associative", Institut d’étude des religions et de la laïcité (IREL, anciennement IESR) - École pratique des hautes études (EPHE)[8]
- Master "Sciences des religions et sociétés", Institut supérieur d'étude des religions et de la laïcité (ISERL) - Université Lumière Lyon 2 et Université Lyon 3 Jean Moulin[9]
- Master à distance "Sciences des religions et sociétés - Étude des faits religieux" à l'Institut d'étude des faits religieux (IEFR) - Université d'Artois[10]
- Master "Religions et sociétés", Université Bordeaux Montaigne[11]
- Diplôme Inter-Universitaire (D.I.U.) « Religions et athéisme en contexte de laïcité », Institut du pluralisme religieux et de l'athéisme (IPRA), Université de Nantes - Université du Maine[12]
- Formations à IFER (Institut de formation pour l'étude et l'enseignement des religions[13]
- Master à ISFEC d'Aquitaine[14]
- Diplôme d'établissement de l'EPHE "Mondes religieux, laïcité, société", Institut d’étude des religions et de la laïcité (IREL) - École pratique des hautes études (EPHE), en partenariat avec Sciences Po Lille[15]

## Avis des élèves
Un millier d'élèves de 3e et de 2de issus d'établissements publics et privés sous contrat ont été interrogés pour le compte de l'Institut européen en sciences des religions, qui publia l'intégralité de l'enquête en 2009. Les jeunes français sont favorables à l'enseignement du fait religieux à l'école : 70 % estiment que cet enseignement les aide à  vivre ensemble. Les avis des élèves de l'enseignement privé et public sont pour la plupart identiques.